# توخوتا
توخوتا (به لاتین: Tokhota) یک منطقهٔ مسکونی در روسیه است که در داغستان واقع شده‌است.